# 강릉고속버스터미널
강릉고속버스터미널(江陵高速버스터미널, Gangneung Express Bus Terminal)은 동부고속에서 운영하는 고속버스 터미널이다. 강원특별자치도 강릉시 하슬라로 15(홍제동 992-2번지)에 단층 철근콘크리트 건물과 승하차장, 박차장, 경정비시설 등을 갖추고 있다. 고속버스 전산망상의 터미널 번호는 200이다. 인근에 강릉시외버스터미널이 인접하여 있다.
1976년 강릉시 교동 강릉역 인근에 있던 강릉시외버스터미널 옆 자리에 우선 건립되었다. 이후 시설이 노후화되고 매우 협소해지자, 1992년 7월에 이전을 계획하여 1995년 7월에 현 위치로 이전하였다. 이전한 터미널 건물은 11,458m²(3,466평)의 부지에 건축 총면적은 5,098m(1,542평), 지하 1층·지상 4층 규모로 건설되었다. 승차장 및 대합실은 1층에 있고. 매표소는 2층에 있다.
2024년 5월 3일부터 서울 ↔ 강릉 노선의 일부 시간대에 안현동에 있는 경포해수욕장까지 연장 운행한다. 동부고속만 경포해수욕장 연장선을 운행하며, 이 때는 강릉고속버스터미널이 중간 승하차장이 된다. 서울에서는 아침 4회 강릉고속터미널을 거쳐서 경포해수욕장으로 가고, 경포해수욕장에서는 오후 4회 출발하여 서울로 돌아간다. 경포해수욕장 고속버스 승하차장은 안현동 경포해변 시내버스 정류장이다. 동부고속 관계자는 2023년 4월 11일 경포 일대에서 벌어진 산불의 여파로 크게 위축된 지역 관광업계의 부흥을 위해, 경포해수욕장 접근성을 강화하는 취지에서 신설했다고 밝혔다.
1999년 9월 1일부터 1999년 10월 21일까지 방영된 문화방송 수목 미니시리즈 《안녕 내 사랑》의 촬영 장소로 사용되었다.

## 운행 노선
| 운행 노선       | 운행 업체         | 운행 구간 | 운행 구간 | 운행 구간 | 경유지     | 배차 간격 | 시간표                                      |
| --------------- | ----------------- | --------- | --------- | --------- | ---------- | --------- | ------------------------------------------- |
| 강릉 ↔ 고양     | 동부고속 중앙고속 | 강릉      | ↔         | 고양      | 주문진     | 6회       | 07:00, 09:00, 12:00, 14:00, 17:30, 19:40    |
| 강릉 ↔ 동서울   | 동부고속 중앙고속 | 강릉      | ↔         | 동서울    | 횡성휴게소 | 40~50     | 첫차:06:00(강릉 기준) 막차:22:20(강릉 기준) |
| 강릉 ↔ 서울경부 | 동부고속 중앙고속 | 강릉      | ↔         | 서울경부  | 횡성휴게소 |           | 첫차:06:00(강릉 기준) 막차:23:30(강릉 기준) |
| 강릉 ↔ 대전     | 대원고속          | 강릉      | ↔         | 대전      | 횡성휴게소 | 3회       | 09:30, 15:00, 19:40                         |

## 같이 보기
- 강릉시외버스터미널